# Оксфорд (селище, Нью-Йорк)
Оксфорд (англ. Oxford) — селище (англ. village) в США, в окрузі Ченанго штату Нью-Йорк. Населення — 1330 осіб (2020).

## Географія
Оксфорд розташований за координатами 42°26′28″ пн. ш. 75°35′46″ зх. д. / 42.44111° пн. ш. 75.59611° зх. д. (42.441191, -75.595979).  За даними Бюро перепису населення США в 2010 році селище мало площу 4,62 км², уся площа — суходіл.

## Демографія
Згідно з переписом 2010 року, у селищі мешкало 1450 осіб у 587 домогосподарствах у складі 381 родини. Густота населення становила 314 осіб/км².  Було 669 помешкань (145/км²).
Расовий склад населення:
| - 96,8 % — білих - 0,5 % — чорних або афроамериканців - 0,2 % — азіатів - 0,1 % — корінних американців |

До двох чи більше рас належало 1,7 %. Частка іспаномовних становила 2,5 % від усіх жителів.
За віковим діапазоном населення розподілялося таким чином: 25,0 % — особи молодші 18 років, 59,0 % — особи у віці 18—64 років, 16,0 % — особи у віці 65 років та старші. Медіана віку мешканця становила 40,3 року. На 100 осіб жіночої статі у селищі припадало 90,0 чоловіків;  на 100 жінок у віці від 18 років та старших — 87,1 чоловіків також старших 18 років.
Середній дохід на одне домашнє господарство  становив 58 931 долар США (медіана — 46 287), а середній дохід на одну сім'ю — 65 394 долари (медіана — 52 750). Медіана доходів становила 41 667 доларів для чоловіків та 34 375 доларів для жінок. За межею бідності перебувало 12,5 % осіб, у тому числі 20,0 % дітей у віці до 18 років та 5,0 % осіб у віці 65 років та старших.
Цивільне працевлаштоване населення становило 599 осіб. Основні галузі зайнятості: освіта, охорона здоров'я та соціальна допомога — 32,2 %, виробництво — 9,5 %, мистецтво, розваги та відпочинок — 9,2 %.